# Цорнедінг
Цорнедінг (нім. Zorneding) — громада в Німеччині, розташована в землі Баварія. Підпорядковується адміністративному округу Верхня Баварія. Входить до складу району Еберсберг.
Площа — 23,77 км2. Населення становить 9356 ос. (станом на 31 грудня 2020).